# ジャン・ブルターニュ・シャルル・ド・ラ・トレモイユ
ジャン・ブルターニュ・シャルル・ゴドフロワ・ド・ラ・トレモイユ（Jean-Bretagne-Charles-Godefroy de La Trémoille, 1737年2月5日 パリ - 1792年5月15日 シャンベリー）は、ブルボン朝時代フランスの貴族。同輩公。爵位はトゥアール公爵、ラ・トレモイユ公爵、ターラント公、ラヴァル伯及びモンフォール伯。
トゥアール公シャルル・アルマン・ルネ・ド・ラ・トレモイユとその妻でブイヨン公爵の娘マリー＝オルタンス・ド・ラ・トゥール・ドーヴェルニュの間の一人息子。1740年3歳で聖霊勲章を受章。翌1741年天然痘のために両親を亡くし、家督を継ぐ。1752年5月30日フランス擲弾兵連隊の連隊長（大佐）となり、1755年10月10日アキテーヌ連隊（当時はアルトワ連隊と称した）の連隊長に転じる。七年戦争に従軍、クレーフェルトの戦いでは前衛を担当した。1762年7月26日旅団長に、1770年1月30日陸軍少将に昇進する。
フランス革命勃発後も国王への忠義から国内に留まり軍務を続けたが、革命派にパリの邸宅を乗っ取られて王党派の女性たちを収容する監獄として転用された。1789年中に出国し、サヴォワ地方で余生を送った。
15歳の誕生日をもって成人したことを宣言。直後の1751年2月18日、ロルジュ公爵の娘で、宮廷で「ランダン姫（Mademoiselle de Randan）」と呼ばれたマリー・ジャンヌ・ジュヌヴィエーヴ・ド・デュルフォール（1735年 - 1762年）と最初の結婚をするが、子を儲けないまま死別する。
1763年6月23日、ドイツ系のザルム＝キルブルク侯フィリップ・ヨーゼフの娘マリー・マクシミリアーネ（1744年 - 1790年）と再婚。間に4人の男子をもうけた。次男と三男は双子で、いずれもフランス革命中に反革命派として活動し、刑死した。
- シャルル・ブルターニュ・マリー（1764年 - 1839年） - トゥアール公
- アントワーヌ・フィリップ（1765年 - 1794年） - タルモン公、騎兵大将、カトリック王党軍騎兵隊長、刑死
- シャルル・ゴドフロワ・オーギュスト（1765年 - 1794年） - ラヴァル伯、僧籍で「ラ・トレモイユ神父」と称する、ストラスブール司教座聖堂参事会長、刑死
- ルイ・スタニスラス・コストカ（フランス語版）（1767年 - 1837年） - 陸軍中将